# 智慧的七柱
《智慧的七柱》（英語：Seven Pillars of Wisdom）是托马斯·爱德华·劳伦斯根据自己在1916-1918作为联络官参与了阿拉伯起義的经历所著的自传。

## 书名
書名源自《舊約聖經》的箴言(9:1)：「智慧建造房屋、鑿成七根柱子」。在一战以前，劳伦斯就开始编著一本介绍7个阿拉伯国家城市的学术书籍，这本书打算起名叫《智慧的七柱》。但是一战开始以后，这本书还是没有完成，并且劳伦斯说，他自己销毁了这本书的书稿。战后，他决定重新使用它作为自己自传的书名。

## 手稿和版本
劳伦斯在参加阿拉伯起義期间，保留了大量的笔记。他在参加1919年的巴黎和会的时候，开始撰写这个自传，到了1919年冬天，他的手稿已经累积到了惊人的10本书的规模。但是，非常令人惋惜的是，他在雷丁火车站换车的时候，把书稿给弄丢了，只剩下了一个前言和最后2本书。全国性的报纸都刊登寻物启示，说“英雄的手稿”丢了。但是最后还是没有找回来。劳伦斯称这个书稿是版本1的，如果出版，会有25万字。
从1920年开始，劳伦斯开始根据记忆，重写自己的自传。这个时候，他的那些大革命时期的笔记已经被他扔了，所以重写过程非常艰苦，最后，他用了3个月的时间，完成了40万字的自传。劳伦斯自己评价自传是，文学上面无可救药的差，但是至少在历史上面，是尽量完备和准确的。他称，这是版本2。
在1921年，劳伦斯根据版本2，开始编纂版本3，到了1922年2月，版本3一共有33.5万字，此时，他把版本2的手稿给烧了。然后，他制作了八份副本，并且在牛津时报上面连载了版本3，这些私人的副本被称作1922版本或者牛津版本。劳伦斯不辞劳苦地校对了6份副本，并且把他们装订成册。（到了2001年，在其中一个副本的拍卖会上面，这也是这些副本最后一次出现在市场上面，它被拍出了100万美元的高价）。对于版本3，劳伦斯没有像往常一样烧了自己的手稿，而是把他们送到了大英博物馆。
在1922年中的时候，劳伦斯的精神处于崩溃的边缘，部分原因是战争留下的心理阴影，过去3年在自传上面的辛勤工作，他无法实现对阿拉伯生死与共的战友们的承诺，以及被迫做一个公众眼中的“国家英雄”的负担。正是在这个时期，他使用假名，重新加入军队，试图重新过一个正常人的生活。但是关心他的精神状态，以及希望他的故事能被更广泛的大众所了解的朋友们，则鼓励他出版一个缩减版本，这样既能对他的康复有好处，也能缓解他当时窘迫的财政状况。于是，劳伦斯就用晚上的工余时间，把1922年版本的自传，压缩成了25万字，变成了一个限量发行的精装版。
这个精装版在1926年出版，一共也不超过200本，他们每一本都有唯一的，华美的，手工封皮。这个版本的书偶尔会出现在古董市场上，并且可以轻易的卖出10万美元。然而不幸的是，每本书的成本是售价的3倍，虽然能在精神上给劳伦斯一些抚慰，但是却依然不能缓解他的财务状况。
精装版比牛津版短了25%，但是劳伦斯并不是按照统一的标准来裁减的。早先的几本书比后来的删减的少，比如第一本书删减了17%，第四本书删减了21%，而第八本和第九本分别删减了50%和32%。
批评家对1922和1926的版本的评价也不同，英國小說家羅伯特·格雷夫斯和蕭伯納比较喜欢1922版本，他们比较欣赏删除的段落（因为从法律角度看那些被认为是诽谤，或者至少是无礼）。但是E·M·福士特比较喜欢1926版本。
除了文学价值以外，制作精装版几乎让劳伦斯破产。他被迫出一个更加精简的刪節版本来向大众出版，这个版本就是1927年的《沙漠中的革命》，有13万字。蕭伯納并不带嘲讽的评价道“一个删减了又删减的版本”。
公众本来应该对《沙漠中的革命》满意的，但是由于劳伦斯不幸于1935年去世，这个版本就不能满足大众的渴望了。劳伦斯曾经在1926年精装版发行的时候说：“我这一生不会再有《七柱》的新版本了”。在他去世的几个星期后，1926年删减版面向公众出版了。
未删减的1922年牛津版本直到1997年英国版权过期后，才对公众开放。

## 出版的版本
- ISBN 0-9546418-0-9 智慧的七柱， 1922年未删减版。
- ISBN 0-385-41895-7 智慧的七柱， 1926年精装版。
- ISBN 1-56619-275-7 沙漠中的革命， 1927年删减版。